# Lecania subfuscula
Lecania subfuscula är en lavart som först beskrevs av William Nylander och som fick sitt nu gällande namn av Stefan Ekman. 
Lecania subfuscula ingår i släktet Lecania och familjen Ramalinaceae. Enligt den finländska rödlistan är arten otillräckligt studerad i Finland. Arten är reproducerande i Sverige. Artens livsmiljö är skogar.